# Akhil Bharatiya Vidyarthi Parishad
Akhil Bharatiya Vidyarthi Parishad (ABVP, Conseil de tous les étudiants de l'Inde), est un mouvement étudiant indien s'inspirant du mouvement nationaliste Rashtriya Swayamsevak Sangh. L'ABVP a été fondé en 1948 et formellement inscrit le 9 juillet 1949. ABVP est « la plus grande organisation d'étudiants au monde »[réf. nécessaire], avec 1 400 000 membres inscrits pour l'année académique 2006-2007.
L'emblème de ABVP signifie unité, force de caractère et connaissance.
L'organisation serait à l'origine d'une attaque contre des étudiants de gauche de l'université Jawaharlal-Nehru, en janvier 2020, qui a fait plusieurs dizaines de blessés.